# Sigismundkirche (Daverden)

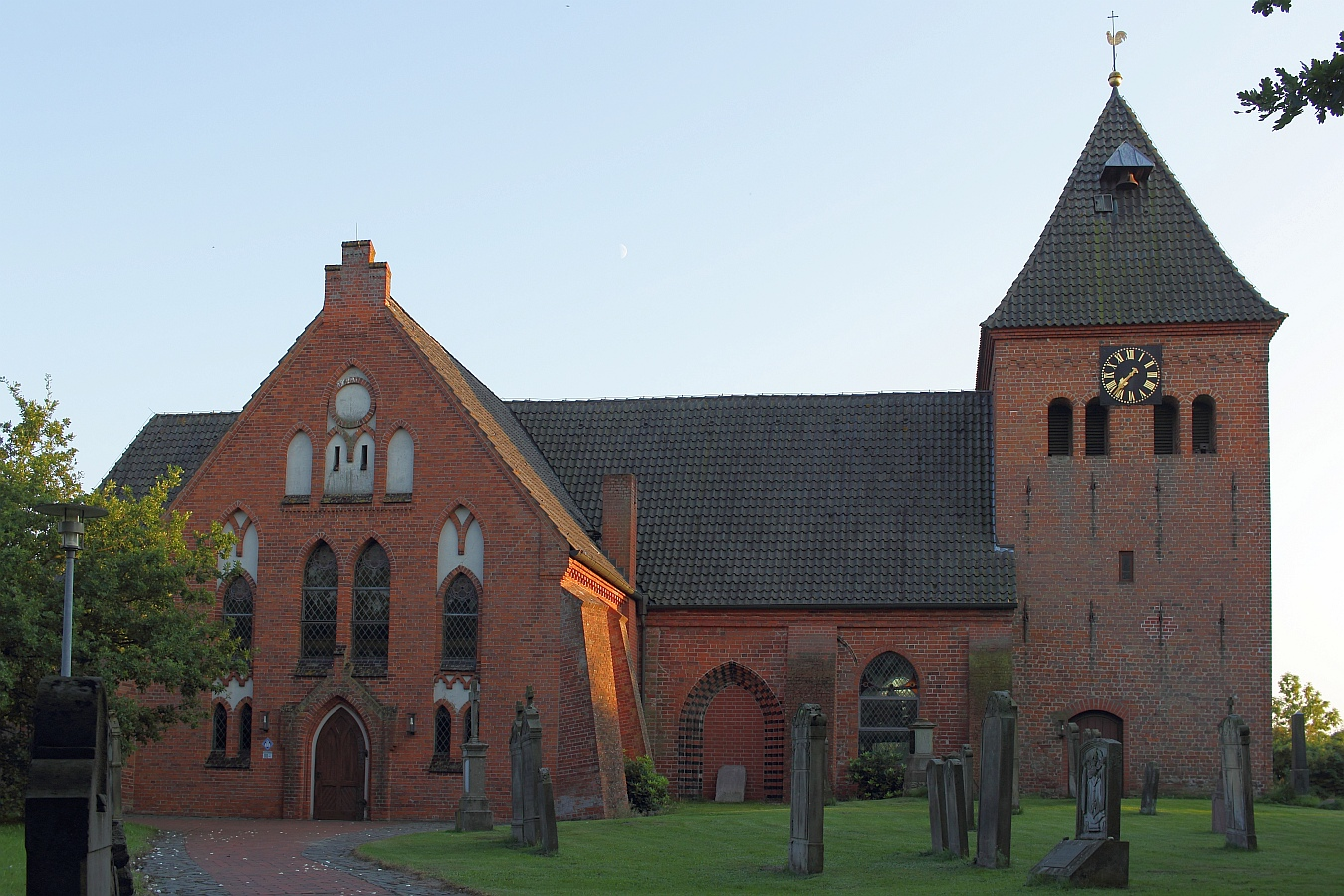
St. Sigismund, Nordseite: westlich des neugotischen Querhauses das vermauerte hochgotische Portal; rechts davon verdeckt ein Strebepfeiler die Hälfte eines schwarzen gotischen Fensterbogens; daneben dann ein neugotisches Fenster; Turm um 1600

Die evangelisch-lutherische Kirche St. Sigismund in Daverden (Flecken Langwedel, Landkreis Verden, Niedersachsen) steht auf dem Geestrücken über dem Tal von Aller und Weser. Ihre ältesten sichtbaren Teile der Backsteinkirche wurden im 14. Jahrhundert errichtet und gehören der Hochgotik an, jedoch wurde sie im 16. und im 19. Jahrhundert stark verändert.

## Patrozinium
Die Daverdener Kirche ist St. Sigismund geweiht, einem Burgundenkönig aus dem 6. Jahrhundert, der von der katholischen Kirche als Heiliger verehrt wird.

## Gebäude
Das älteste, gesicherte Dendrodatum aus dem Dachstuhl des Schiffs stammt von 1321, ein weiteres von 1427. Das prächtigste (wohl) gotische Bauteil ist das heute vermauerte Nordportal aus rotem und schwarz glasiertem Backstein. Ähnliches findet sich an den gotischen Seitenschiffen der im Kern romanischen Johanniskirche in Verden. Der für Hoch- und Spätgotik typische polygonale Chorabschluss ist seit dem 19. Jahrhundert äußerlich hinter einer rechteckigen Ummantelung verborgen. An der Nordseite des Chors gibt es aber auch noch ein Stück gotischer Außenwand.

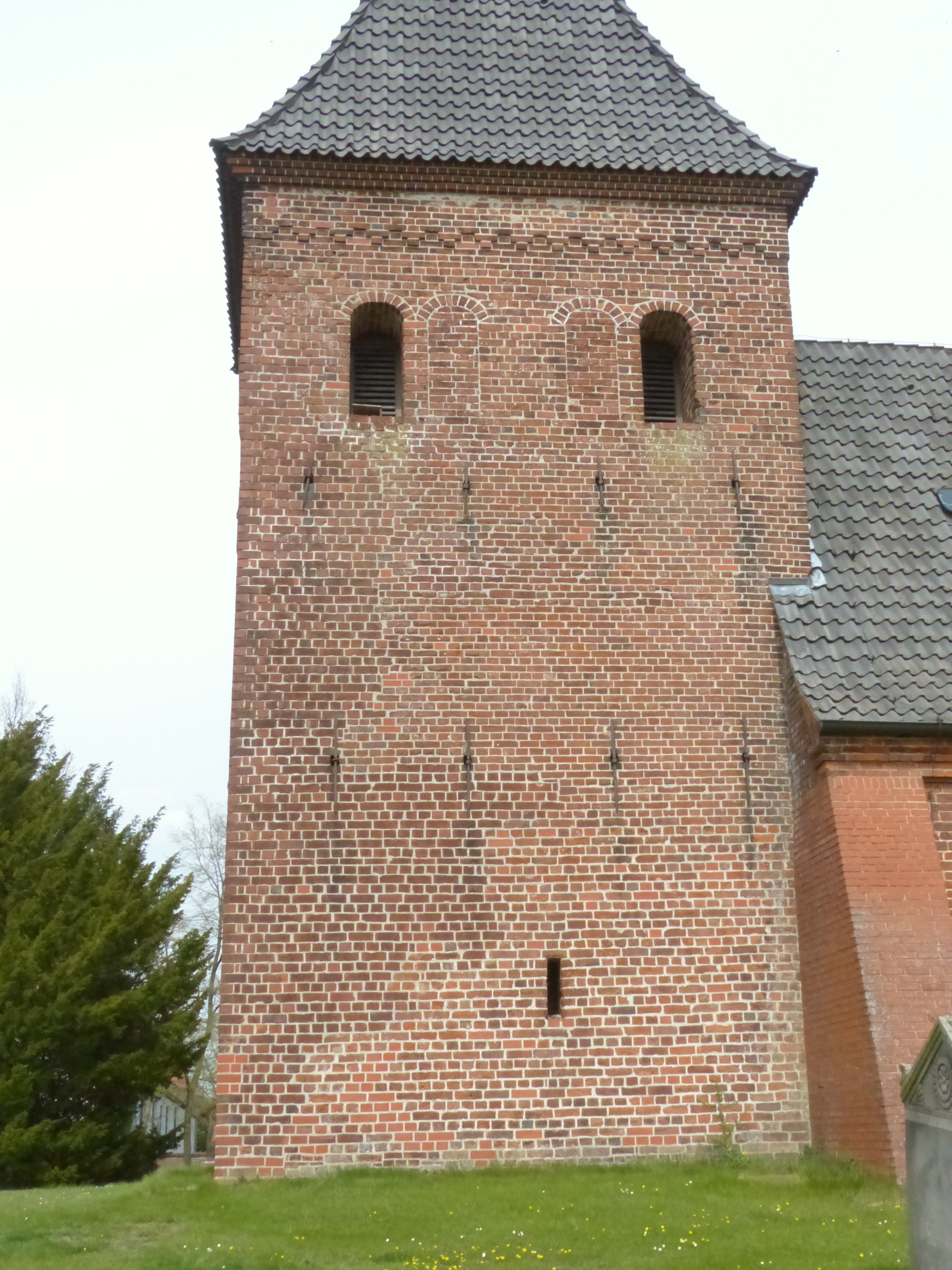
Turm von Süden: alles Mauerwerk in frühneuzeitlichem Kreuzverband, Material teilweise im 20. Jh. erneuert, mittlere Schallöffnungen im 18. Jh. vermauert
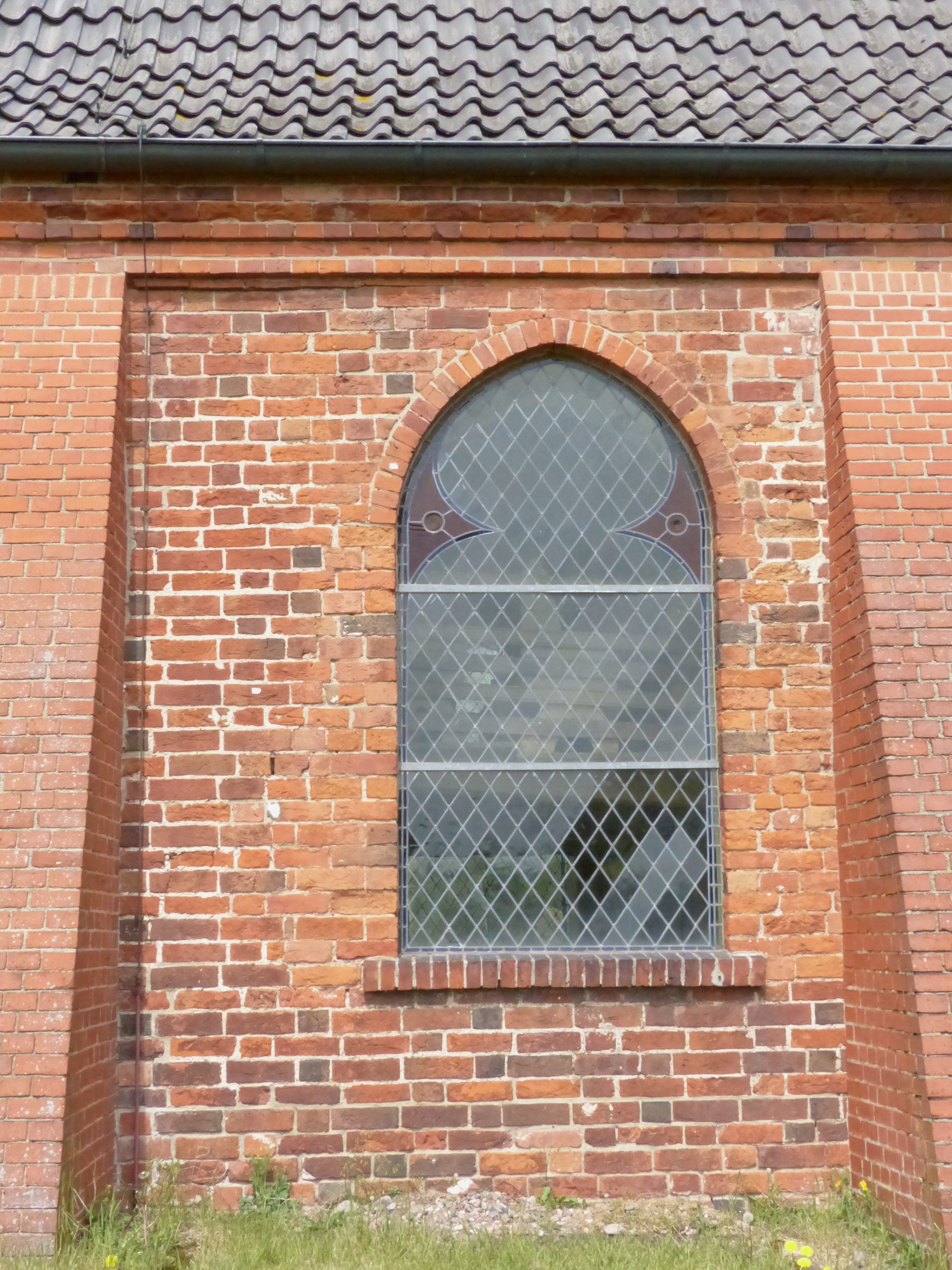
Westlichstes Joch der Südwand: mittelalterliches Mauerwerk links und unterhalb des neugotischen Fensters
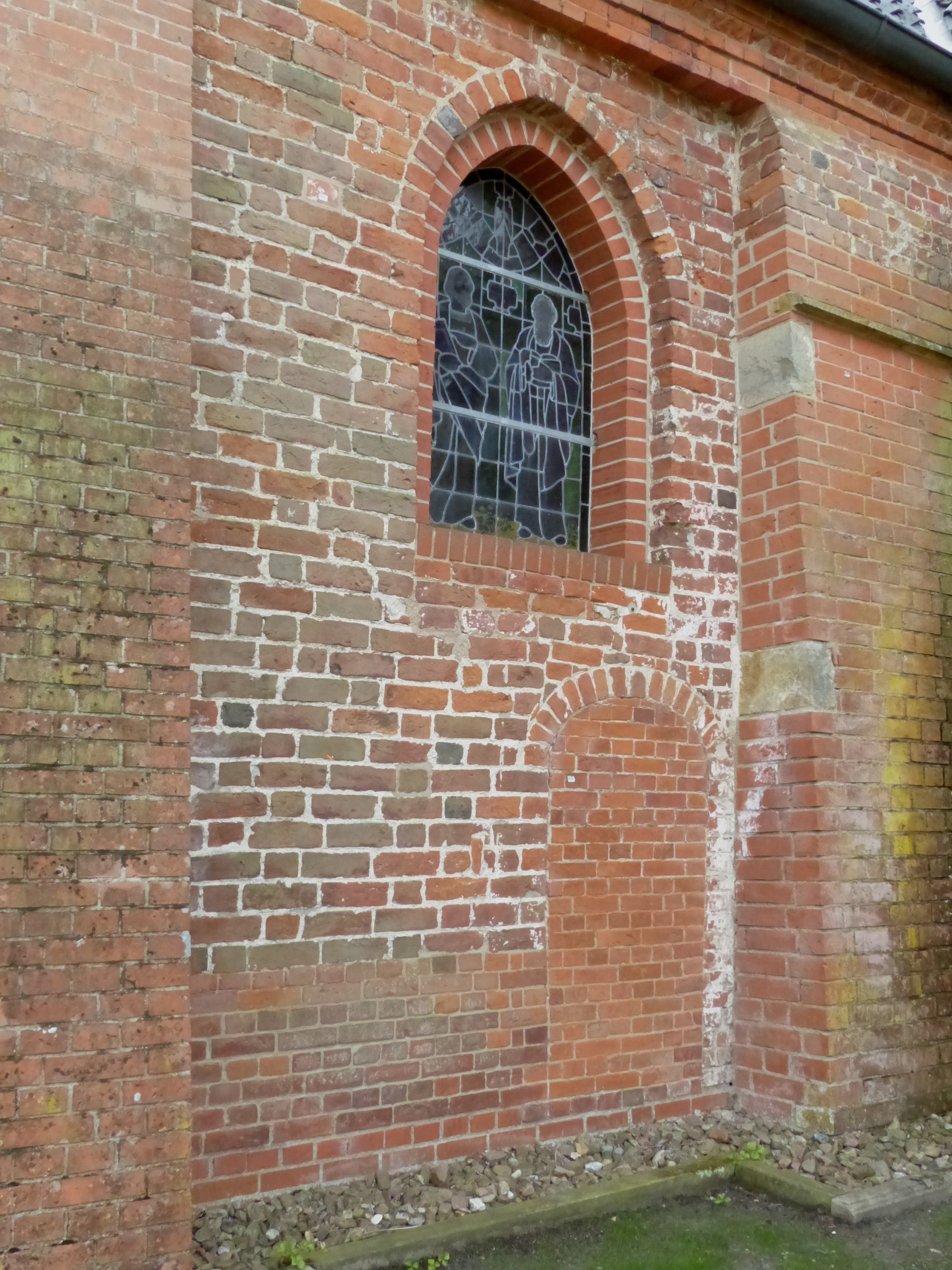
Altes Mauerwerk in der Nordwand des Chors, Korbbogen der Priesterpforte wohl etwas neuer, Innenstufe des Fenstergewändes und unterste 10 Steinreihen ersetzt.
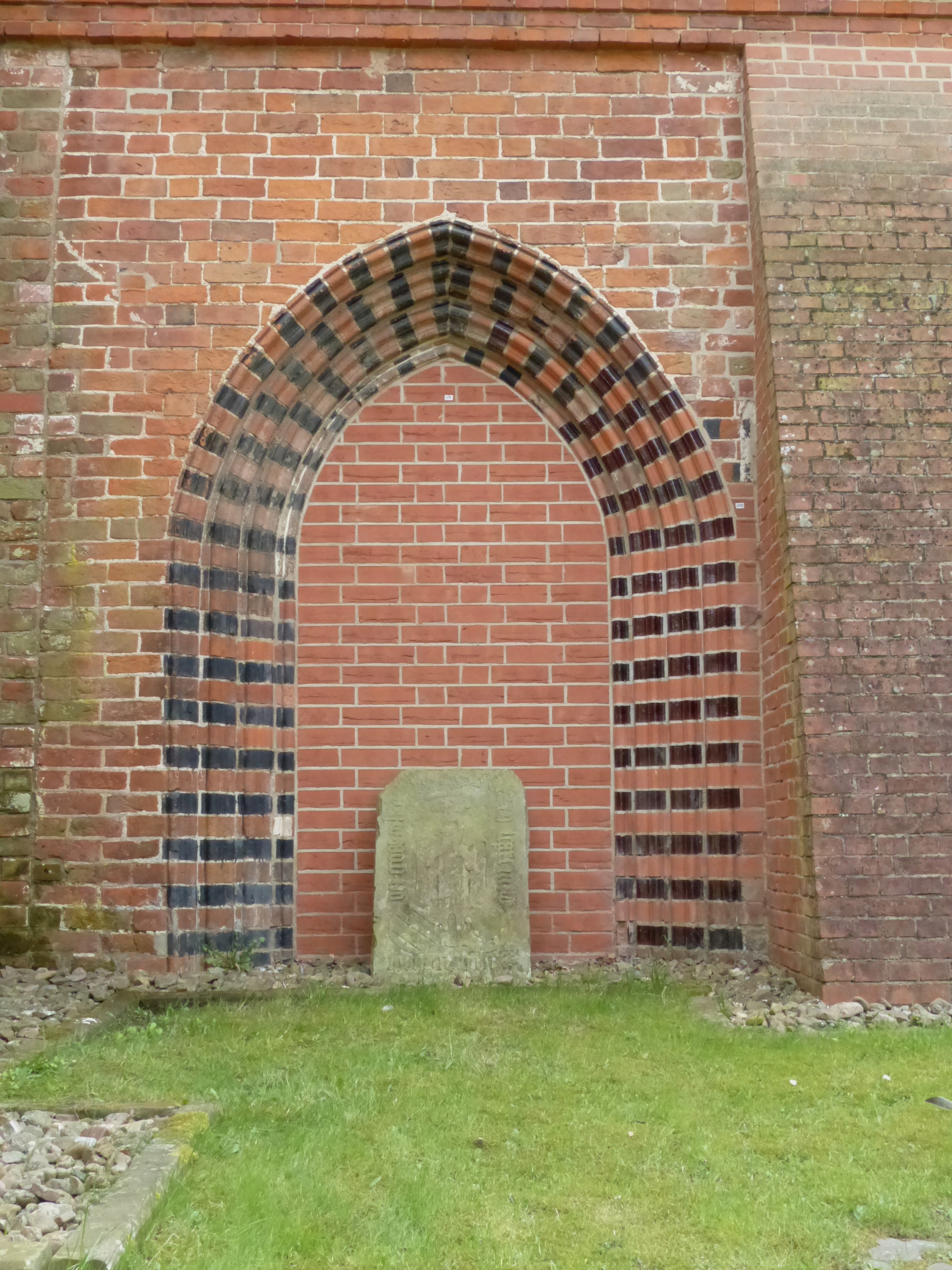
Vermauertes Portal im zweiten Joch der Nordwand: Formsteine rechts größtenteils neuzeitlich ersetzt, links größtenteils mittelalterlich; ganz links eine Baufuge zwischen zwei Wandflächen aus mittelalterlichem Verband
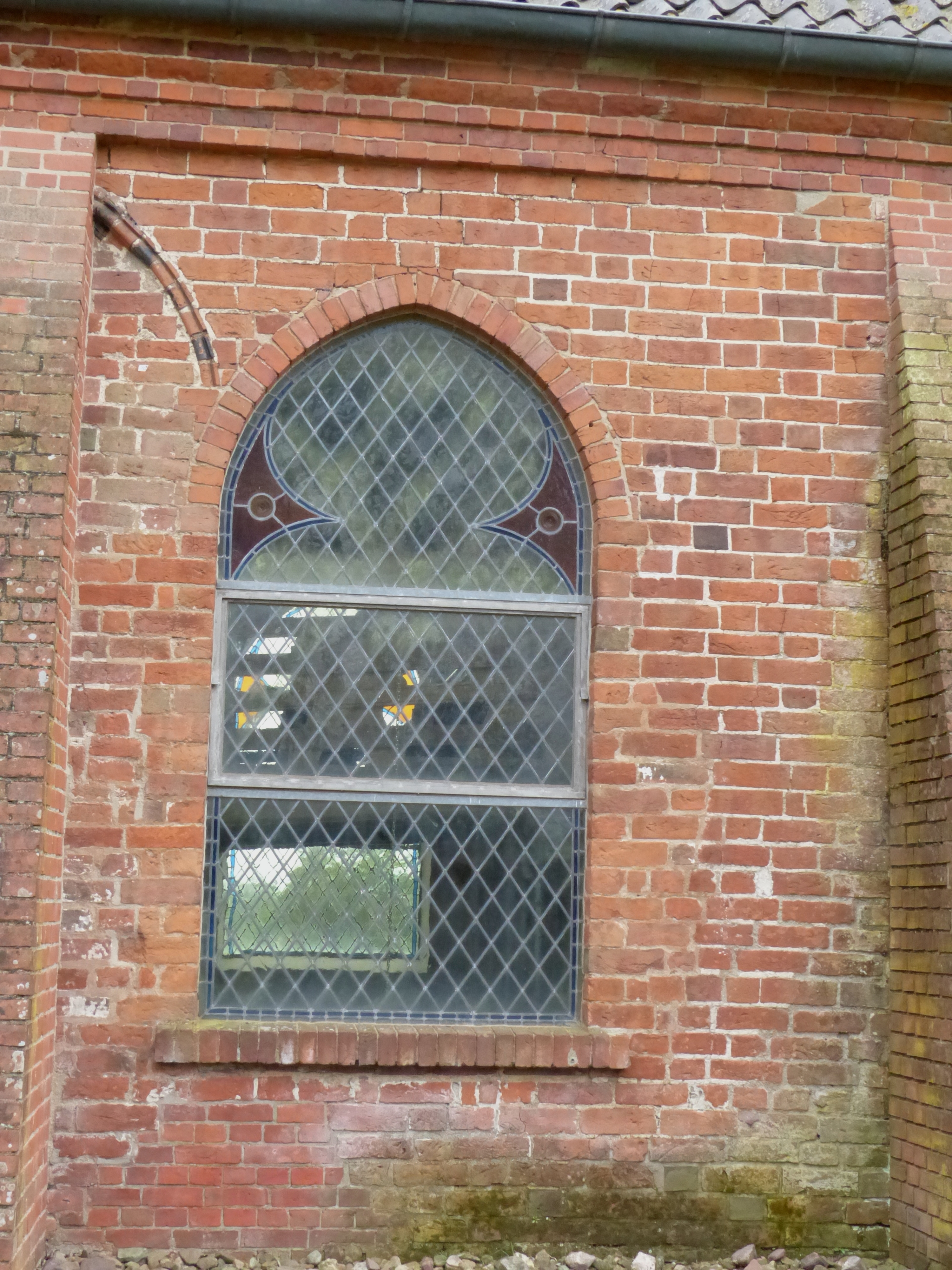
Westlichstes Joch der Nordwand: links oben neben dem neugotischen Fenster ein halb vom neuzeitlichen Strebepfeiler verdeckter gotischer Fensterbogen aus roten und schwarz glasierten Formsteinen

Der 24 m hohe Glockenturm, wegen seiner rundbogigen Schallöffnungen gerne für romanisch gehalten, wurde nachträglich vor das Schiff gesetzt. Die im Dachstuhl gefundenen Hölzer mit Dendrodaten von 1485 bis 1638 stammen großenteils von einem hölzernen Vorgängerturm. Das sichtbare Mauerwerk ist in seinen ältesten Teilen zwar noch aus Backsteinen im mittelalterlichen Klosterformat errichtet, aber der Kreuzverband mit abwechselnden Lagen nur aus Läufern und nur aus Bindern ist typisch für die frühe Neuzeit. Die Maße der Turmfundamente betragen 5,30 mal 6,30 Meter, die Mauern sind über 1 m dick.
Ein Kirchenrechnung aus dem Jahr 1718 deutet auf erhebliche Umbauten im 18. Jahrhundert. 1720 wurde am nördlichen Teil des Längsschiffes ein Fachwerkbau angefügt, der im Rahmen einer Renovierung in den Jahren 1899 bis 1901 durch einen massiven Anbau ersetzt wurde. Die Sakristei an der Südseite wurde auch in diesem Zeitraum angebaut. Dadurch erhielt die Kirche ihre heutige charakteristische Kreuzform.

## Ausstattung

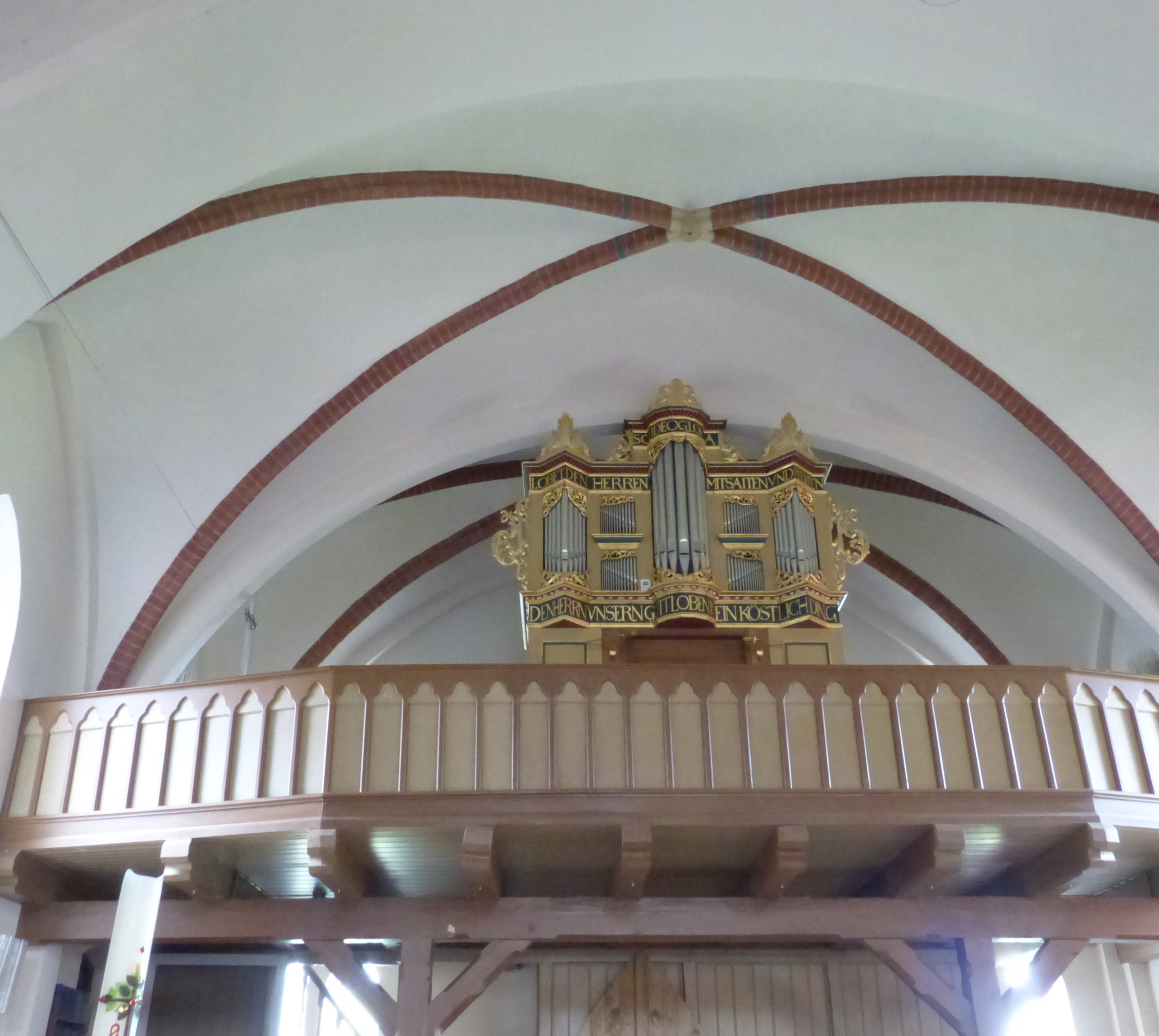
Orgelempore im neugotischen Südquerhaus

Die Kanzel und der Altar stammen aus dem Jahr 1650. Der Altar ist ein Geschenk der Adeligen Rönne und Mandelsloh. Die Altarbilder stellen das letzte Abendmahl, die Kreuzigung und die Auferstehung Jesu dar. Auf dem Altar stehen drei weibliche Figuren, die Liebe (mit Kind), Glaube (mit Kreuz und Kelch) und Hoffnung (mit Anker) symbolisieren. Rechts und links vom Altar sind Dämonen zu erkennen, die vom Altar wegschauen. Auf den zwei Säulen des Altars sind die Wappen der Spender zu sehen.

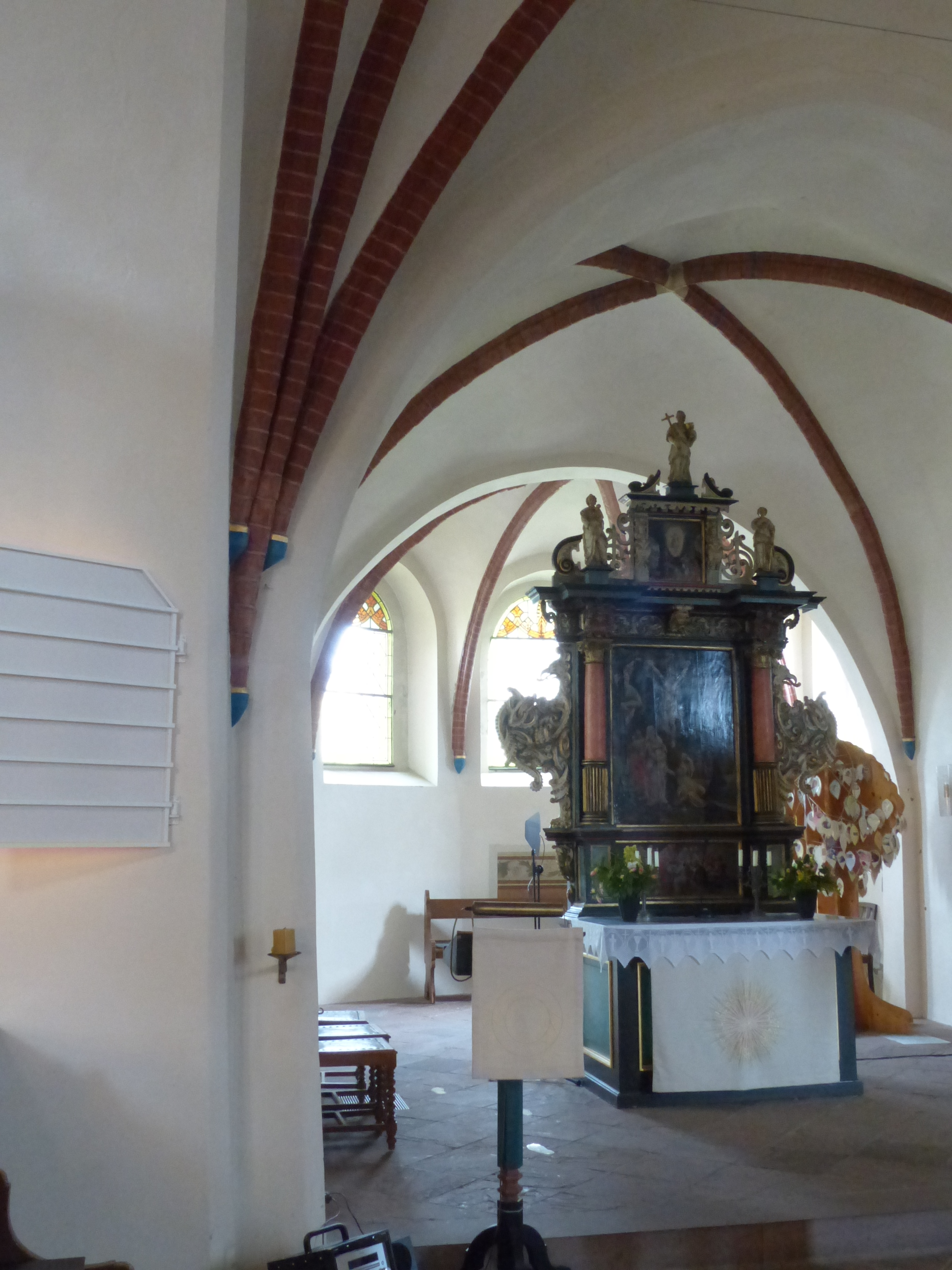
Chor: hinter dem Barockaltar das durch einen Rundbogen abgetrennte Polygon
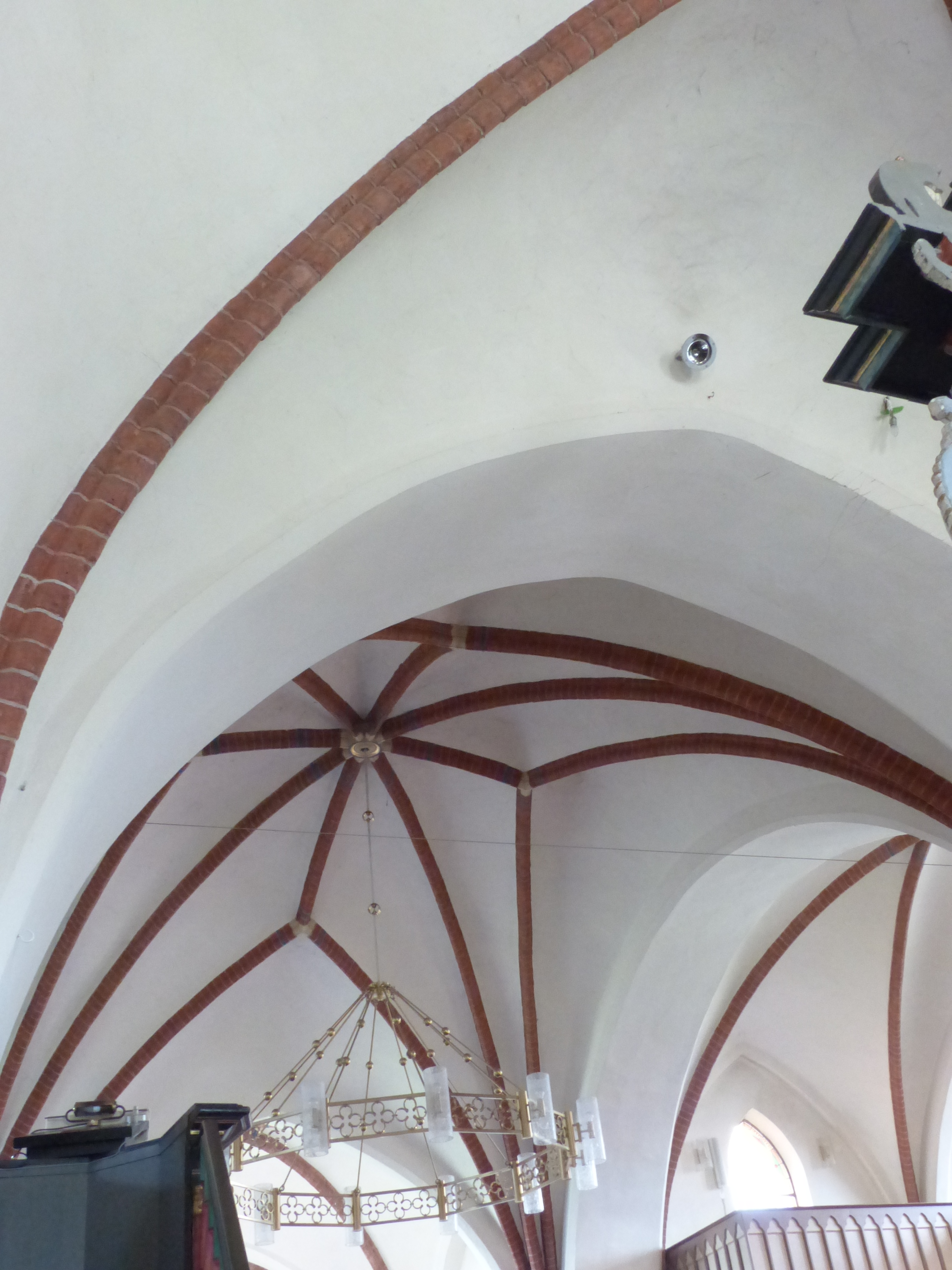
Blick aus dem Chor in die neugotische Vierung
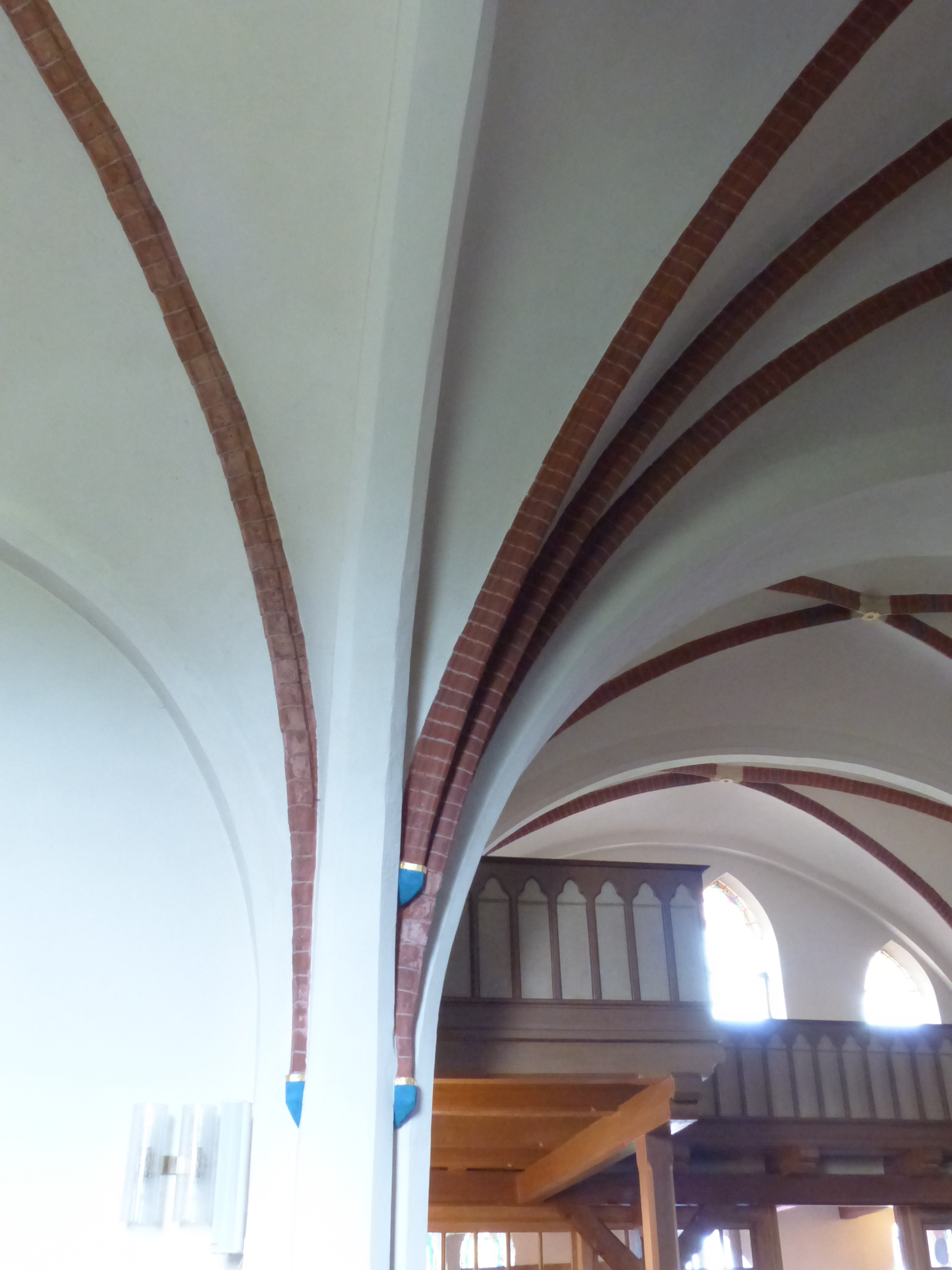
Nordwestlicher Vierungspfeiler: links ältere Rippe des Schiffs, rechts neugotische Rippen der Vierung

## Orgel
Die Orgel wurde 1650 von Hermann Kröger erbaut und in den Jahren 1988/89 vollständig restauriert.

## Glocken
Im Turm hängen zwei Glocken, welche aufgrund ihrer Tongleichheit eine Rarität darstellen.
|             | Glocke 1                                          | Glocke 2                                                                       |
| ----------- | ------------------------------------------------- | ------------------------------------------------------------------------------ |
| Durchmesser | 88 cm                                             | 82 cm                                                                          |
| Gießer      | ?                                                 | P. Kolfe                                                                       |
| Gussjahr    | 1395                                              | 1638                                                                           |
| Ton         | c''-5                                             | c''-3                                                                          |
| Bild        |                                                   |                                                                                |
| Inschrift   | O rex Glorie veni cum pa ano doi MCCC noege quint | Ist Gott mit uns, wer mag wider uns. Mit Gottes Hülfe gos mich Paul Kolfe 1638 |

## Nutzung
Die Kirche wird von der Kirchengemeinde Daverden genutzt. Von Ostern bis Erntedank ist die Kirche an Werktagen von 10 bis 18 Uhr geöffnet, im Winter 10 bis 17 Uhr.